# Kia Center
O Kia Center, antes chamado de Amway Center, é uma arena coberta localizada no centro de Orlando. A arena abriga o Orlando Magic da NBA, o Orlando Solar Bears da ECHL e o Orlando Predators da National Arena League.
O Kia Center sediou o NBA All-Star Game de 2012 e o All-Star Game da ECHL de 2015. A arena também sediou alguns jogos da rodada de 64 e da rodada de 32 no Torneio da NCAA em 2014 e 2017. Em 14 de janeiro de 2013, o Conselho de Administração da Arena Football League votou para conceder o ArenaBowl XXVI ao Orlando no verão de 2013. A arena recebeu o UFC on Fox: dos Anjos vs. Cerrone II em 19 de dezembro de 2015.
A arena também sediou eventos de wrestling profissional da WWE, notavelmente o pay-per-view do Royal Rumble de 2016.

## Aprovação
O Orlando Magic, liderada pelo bilionário fundador da Amway, Richard DeVos e seu genro Bob Vander Weide, estava pressionando a cidade de Orlando para uma nova arena por quase dez anos. A Amway Arena foi construída em 1989, antes da recente era das arenas de entretenimento tecnologicamente avançadas. Com a pressa de construir novos espaços na NBA (e esportes em geral), rapidamente se tornou uma das arenas mais antigas da liga.
Em 29 de setembro de 2006, após anos de negociações, o prefeito de Orlando, Buddy Dyer, o prefeito do condado de Orange, Richard Crotty, e o Orlando Magic anunciaram um acordo sobre uma nova arena no centro de Orlando. A arena em si custou cerca de US$ 380 milhões, com um adicional de US$ 100 milhões para infraestrutura, para um custo total de US$ 480 milhões. A arena é parte de um plano de US$ 1,05 bilhão para refazer o Orlando Centroplex com uma nova arena, um novo centro de artes cênicas de US$ 375 milhões e uma expansão de US$ 175 milhões do Citrus Bowl. Quando foi anunciado na mídia em 29 de setembro, foi referido como a "Tríplice Coroa do Centro".
Como parte dos naming rights da Amway para a antiga Amway Arena, a empresa recebeu o direito de primeira recusa por naming rights para o novo local, e exerceu esses direitos, anunciando um contrato de nomeação de 10 anos e 40 milhões de dólares para nomear o local como Amway Center em 3 de agosto de 2009.

### Financiamento
Os detalhes do acordo foram finalizados em 22 de dezembro de 2006. No acordo, a Prefeitura de Orlando tomaria posse da nova arena, enquanto o Magic controlaria o planejamento e a construção da instalação, desde que os procedimentos de contratação sejam feitos da mesma forma pública que os governos anunciam contratos. Além disso, a cidade receberia uma parte dos naming rights e vendas de suítes corporativas, uma ação estimada em US$ 1,75 milhão no primeiro ano de abertura da arena. O Magic receberia todos os lucros da venda de ingressos, enquanto a cidade de Orlando receberia todos os lucros da venda de ingressos para todos os outros eventos. O Orlando Magic contribuiria com pelo menos US$ 50 milhões em dinheiro adiantado, pagando qualquer custo excedente e pagando aluguel de US$ 1 milhão por ano por 30 anos. A cidade de Orlando pagaria pela infraestrutura. O dinheiro restante viria de títulos que serão pagos por parte do Imposto de Desenvolvimento Turístico do Condado de Orange, recolhido como uma sobretaxa sobre estadias em hotéis, que foi elevado para 6% em 2006.
A Câmara Municipal de Orlando aprovou vários acordos operacionais ligados aos planos da arena em 22 de maio de 2007. A Câmara Municipal aprovou oficialmente o plano em 23 de julho. O plano local recebeu aprovação final do Conselho de Comissários do Condado de Orange em 26 de julho. As alterações foram feitas pela Comissão do Condado, que foi aprovada em 6 de agosto pelo Conselho da Cidade, selando o acordo de uma vez por todas. Em 1 de dezembro de 2007, a Cidade e o Magic chegaram a um acordo sobre quase US$ 8,5 milhões em compensação a três proprietários do terreno onde a arena estava prevista para ser construída. Uma eminente audiência de domínio confirmou o acordo e finalizou a venda.

## Projeto
O curador da Sports and the Arts, com sede na Califórnia, montou a Coleção de Arte do Amway Center. O acervo inclui mais de 340 obras de arte, incluindo cerca de 200 fotografias de qualidade de museu. Quatorze dos 21 artistas alojados na coleção representam a Flórida Central. A Amway Center Art Collection inclui mais de 140 peças de pinturas de belas artes, mais de 200 fotografias e tratamentos de parede gráfica destacando tanto o Orlando Magic quanto o espírito de Orlando e da Flórida Central.

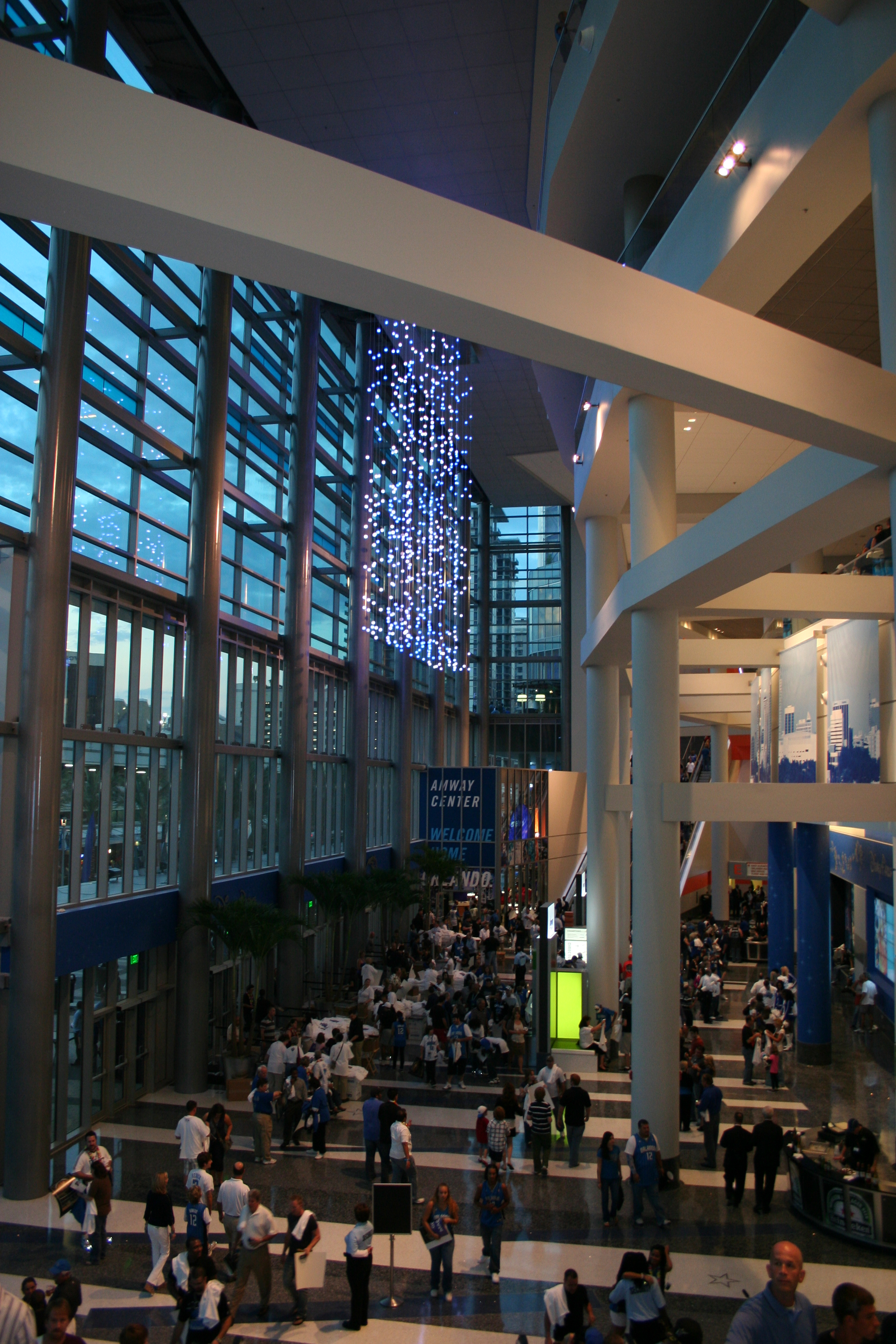
A entrada principal do Amway Center no jogo de abertura da temporada regular de 2010-11.

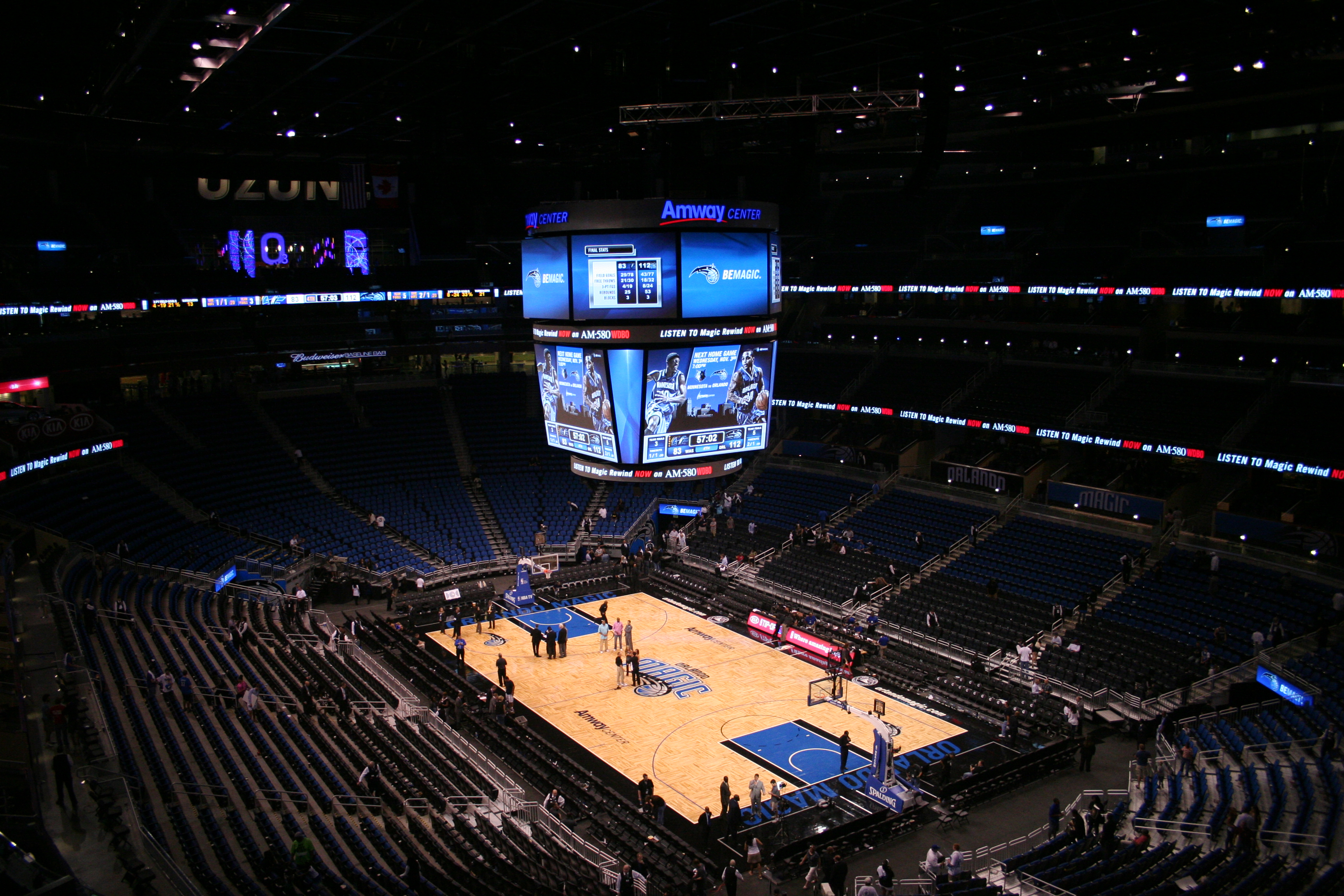
Amway Center em sua instalação de basquete após sediar seu primeiro jogo da temporada regular da NBA

O Amway Center é um dos locais mais avançados tecnologicamente no mundo. Dentro do edifício, uma instalação central única, fabricada pela Daktronics, é a mais alta em qualquer local da NBA. Ele maximiza as opções criativas de programação usando tecnologia de alta resolução e 6mm em cada um dos 18 displays, incluindo dois displays de anel digital e quatro cantos afilados. Displays adicionais incluem aproximadamente 640 m de placas de fita digital, a maior delas é uma tela de 360 graus de 340 m em torno de toda a tigela de assentos. Esses monitores têm a capacidade de exibir gráficos de lances emocionantes e conteúdo em tempo real, como estatísticas no jogo, pontuações e outras informações. Fora do prédio, uma grande tela utiliza mais de 5.000 bastões LED Daktronics ProPixel, cada um com um metro de comprimento, que compõem uma tela de vídeo de 14 m por 16 m. Esta exibição atingirá milhões de motoristas que viajam pelo Amway Center na Interestadual 4.

## Inauguração
A cerimônia oficial ocorreu em 29 de setembro de 2010 às 10h01. O público em geral foi convidado a entrar no prédio onde o prefeito de Orlando, Buddy Dyer, fez seu discurso.
O primeiro evento com ingressos foi um show de Vicente Fernández em 8 de outubro. O Orlando Magic sediou seu primeiro jogo de pré-temporada no Amway Center em 10 de outubro contra o New Orleans Hornets, quando venceu por uma margem histórica de 54 pontos, enquanto a abertura da temporada regular de 2010-11 ocorreu em 28 de outubro contra o Washington Wizards.

## Eventos

### Luta profissional

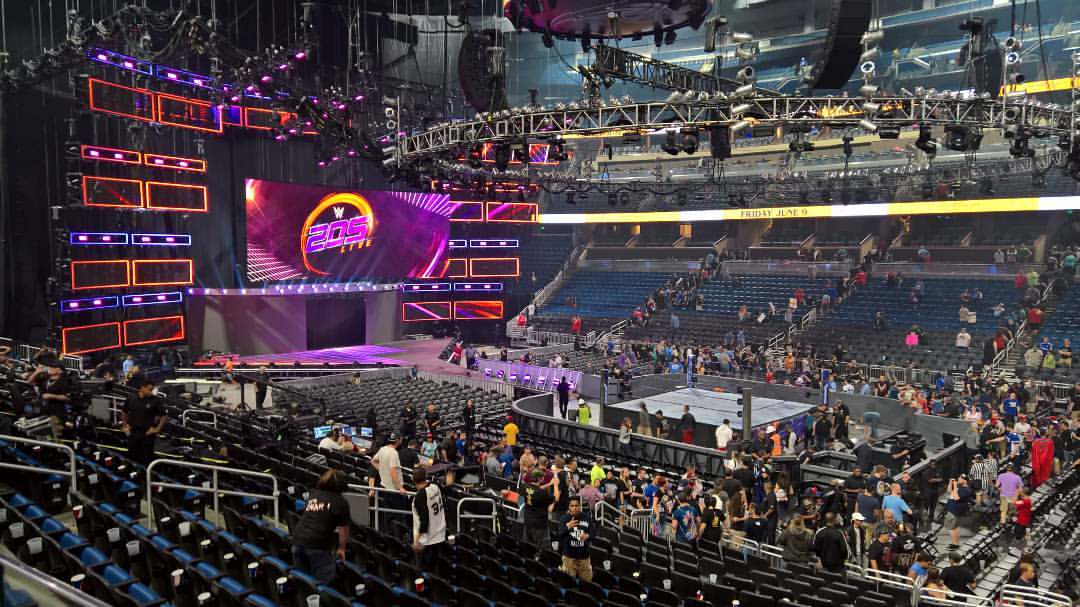
A Amway Center durante a transmissão de 4 de abril de 2017 do WWE 205 Live.

Em 24 de janeiro de 2016, a WWE sediou seu evento pay-per-view Royal Rumble no Amway Center.
De 1 a 4 de abril de 2017, o Amway Center sediou vários shows da WWE como eventos de apoio do Wrestlemania 33 no Camping World Stadium, incluindo NXT TakeOver: Orlando, e os episódios pós-WrestleMania de Raw e SmackDown.
De 21 de agosto a 7 de dezembro de 2020, a WWE apresentou seus programas semanais de televisão, Raw, SmackDown e Main Event, bem como seus pay-per-views associados como parte de uma bolha bio-segura chamada WWE ThunderDome. Os programas e eventos foram transmitidos do centro de treinamento WWE Performance Center em Orlando desde meados de março devido à pandemia de COVID-19. Sob o acordo, cinco pay-per-views foram hospedados na arena, incluindo SummerSlam, Payback, Clash of Champions, Hell in a Cell e Survivor Series, bem como um evento especial chamado Tribute to the Troops. A WWE transferiu o ThunderDome para o Tropicana Field em São Petersburgo em 11 de dezembro devido ao início das temporadas 2020-21 da ECHL e da NBA.